# Associazione Calcio Vigevano 1975-1976
Questa pagina raccoglie le informazioni riguardanti l'Associazione Calcio Vigevano nelle competizioni ufficiali della stagione 1975-1976.

## Rosa
| N. |                   | Ruolo | Calciatore        |
| -- | ----------------- | ----- | ----------------- |
|    | Italia (bandiera) | D     | Raffaele Barolo   |
|    | Italia (bandiera) |       | Belometti         |
|    | Italia (bandiera) | A     | Diego Bianchini   |
|    | Italia (bandiera) | C     | Tiziano Brusa     |
|    | Italia (bandiera) | P     | Mauro Burnelli    |
|    | Italia (bandiera) | C     | Angelo Cesana     |
|    | Italia (bandiera) | A     | Massimo Chiodini  |
|    | Italia (bandiera) | C     | Rosilio Dedè      |
|    | Italia (bandiera) | D     | Mario Del Corno   |
|    | Italia (bandiera) | C     | Angelo Desio      |
|    | Italia (bandiera) | D     | Riccardo Fiocchi  |
|    | Italia (bandiera) | D     | Luciano Fiorin    |
|    | Italia (bandiera) | P     | Paolo Gianferrari |
|    | Italia (bandiera) |       | Iorio             |

| N. |                   | Ruolo | Calciatore       |
| -- | ----------------- | ----- | ---------------- |
|    | Italia (bandiera) | C     | Marino Lagonigro |
|    | Italia (bandiera) |       | Marchesetti      |
|    | Italia (bandiera) | D     | Nevio Orlandi    |
|    | Italia (bandiera) |       | Pezzi            |
|    | Italia (bandiera) | A     | Aldo Piemontese  |
|    | Italia (bandiera) | D     | Angelo Sala      |
|    | Italia (bandiera) | C     | Paolo Soragni    |
|    | Italia (bandiera) | C     | Mario Stefanelli |
|    | Italia (bandiera) | D     | Gino Tonelli     |
|    | Italia (bandiera) | A     | Luigino Vallongo |
|    | Italia (bandiera) | C     | Luigi Villa      |
|    | Italia (bandiera) | P     | Pietro Villa     |
|    | Italia (bandiera) | A     | Gianfranco Zeli  |